# Mapuche International Link
Mapuche International Link (MIL), en español Enlace Mapuche Internacional, es una ONG inglesa que realiza o apoya campañas en favor de las organizaciones mapuches en Chile y Argentina. 

## Historia
De acuerdo a la organización, esta se constituyó el 11 de mayo de 1996 en Bristol, Reino Unido, como un espacio conformado por mapuches y europeos en apoyo de la causa indígena en Chile y Argentina. Se considera la continuidad del Comité Exterior Mapuche (CEM), organización conformada por el exilio mapuche-chileno en Europa en enero de 1978 durante la dictadura de Augusto Pinochet, y cuyo principal líder fue Vicente Mariqueo.
Al año 2021 el secretario general de la organización es Reynaldo Mariqueo, exmilitante socialista, quien también actúa como consejero del Reino de la Araucanía liderado por Frédéric Luz.
Sus principales actividades se relacionan a la difusión y defensa de los intereses mapuches a nivel internacional, a la vez que se plantean como un ente articulador entre las organizaciones indígenas de Chile y Argentina y las organizaciones sociales del espacio europeo. Por este motivo, el gobierno argentino le ha atribuido un rol en el esquema de financiamiento de grupos radicales que operan en las provincias del sur de estos países, en particular Resistencia Ancestral Mapuche.